# Le Tranger
Le Tranger ist eine französische Gemeinde mit 171 Einwohnern (Stand: 1. Januar 2022). Sie gehört zur Region Centre-Val de Loire, zum Département Indre, zum Arrondissement Châteauroux und zum Kanton Buzançais. Die Einwohner werden Trangerois genannt.

## Geographie
Le Tranger liegt etwa 42 Kilometer westnordwestlich von Châteauroux. Die Indre begrenzt die Gemeinde im Süden und Südwesten.
Die Gemeinde grenzt im Norden an Saint-Médard, im Osten an Palluau-sur-Indre, im Süden und Südwesten an Clion sowie im Westen und Nordwesten an Châtillon-sur-Indre.

## Bevölkerungsentwicklung
| Jahr                       | 1962 | 1968 | 1975 | 1982 | 1990 | 1999 | 2006 | 2018 |
| -------------------------- | ---- | ---- | ---- | ---- | ---- | ---- | ---- | ---- |
| Einwohner                  | 367  | 299  | 240  | 225  | 191  | 162  | 179  | 178  |
| Quellen: Cassini und INSEE |      |      |      |      |      |      |      |      |

## Sehenswürdigkeiten
- Kirche Notre-Dame